# 이허

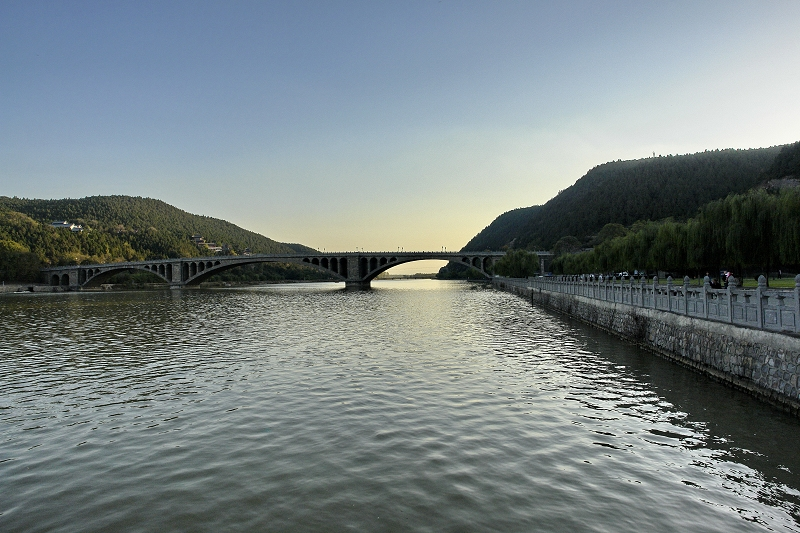
룽먼 산 근처의 이허

이허(이하, 중국어: 伊河, 병음: Yī Hé, 표준어: 이허강)는 중국 허난성에 있는 뤄허강의 지류이다.
강은 롼촨현에서 발원해 쑹현, 이촨현을 거쳐 뤄양 시로 흐르며 옌스 시에서 뤄허와 합류한다.
강의 총 길이는 368km이고 유역 면적은 6,100km2이다.
이허와 뤄허 유역은 얼리터우 문화 등 고고학적인 곳이 많다.